# Emond van Cortenbach

Familiewapen
van Cortenbach

Emond van Cortenbach (? - 1681) (ook: Edmond) was heer van Helmond van 1649-1681. Hij was de zoon van Alexander van Cortenbach en Anna van Ruyschenberg.  Emond was getrouwd met Cecile Isabelle Gonzaga, die een telg was uit een rijk Italiaans geslacht.
Zelden was hij in Helmond te vinden, want hij hield van een rijk en luxueus leven. Dit bracht hem voortdurend in conflict met het Stadsbestuur aldaar vanwege financiële kwesties. Toen hij stierf, liet hij een driejarig dochtertje na, Isabelle Félicité van Cortenbach. Aangezien zij nog niet handelingsbekwaam was, werd de voogdij uitgeoefend door Cecile Isabelle.